# Oncidium marshallianum
Oncidium marshallianum é uma espécie de orquídea do gênero Oncidium, da subfamília Epidendroideae, pertencente à família das Orquidáceas. É nativa do sudeste do Brasil.

## Descrição
Possui tamanho médio, com preferência por climas frios, de crescimento epifítico, ou, às vezes, de hábitos terrestres que possui pseudobulbos agrupados, oblongo-ovoides, ligeiramente comprimidos com duas folhas apicais, eretas, rígidas, oblongo-lanceoladas e agudas. Floresce em inflorescência estendida à arqueada, com mais de 180 cm de comprimento, com muitas flores que são produzidas a partir de um novo pseudobulbo maduro, com brácteas rígidas, de formato triangular, estreitas, muito agudas e com flores de tamanho e cor variáveis que florescem na primavera.

## Distribuição e habitat
A espécie pode ser encontrada na costa, em frente ao mar, das montanhas dos estados de Rio de Janeiro e Minas Gerais, como epífita no alto das árvores nos ramos grossos verticais em alturas  de 1000 a 1500 m.

## Sinônimos
- Anettea marshalliana (Rchb.f.) Szlach. & Mytnik, Polish Bot. J. 51: 50 (2006).

- Brasilidium marshallianum (Rchb.f.) Campacci, Colet. Orquídeas Brasil. 3: 79 (2006).

- Gomesa marshalliana (Rchb.f.) M.W.Chase & N.H.Williams, Ann. Bot. (Oxford) 104: 397 (2009).[2]